# Dorfkirche Fahlhorst

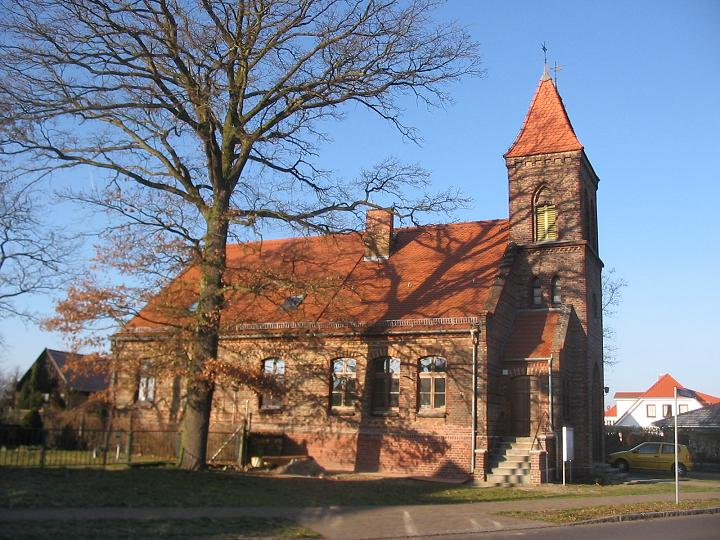
Die vierte Fahlhorster Dorfkirche im Jahr 2008

Die Dorfkirche Fahlhorst ist ein Backsteinbau mit Turm aus dem Jahr 1882 in Fahlhorst, einem Ortsteil der Gemeinde Nuthetal im Landkreis Potsdam-Mittelmark im Land Brandenburg. Sie gehört zum Evangelischen Kirchenkreis Zossen-Fläming der Evangelischen Kirche Berlin-Brandenburg-schlesische Oberlausitz.

## Lage
Die Fahlhorster Dorfstraße führt von Norden kommend in südlicher Richtung durch den Ort. Im historischen Dorfzentrum steht das Bauwerk westlich der Straße auf einem Grundstück, das nicht eingefriedet ist.

## Geschichte
Die Kirchengeschichte Fahlhorsts reicht mehrere Jahrhunderte zurück. Die im 21. Jahrhundert vorhandene Kirche ist bereits die vierte im Ort und steht unter Denkmalschutz. Von den drei Vorgängerkirchen ist z. T. nichts mehr erhalten.

### Kirche von 1604
1604 stiftete die Gutsherrin Hypolita von Schlabrendorff ihrem Ort eine Kirche und versah sie mit einer Stiftung, die sie mit 1250 Talern ausstattete. Der Pfarrer und der Küster sollten von den Zinsen bezahlt werden. Diese Kirche wurde im Dreißigjährigen Krieg fast völlig zerstört – nur der Turm überstand die Kriegswirren. Der Gründungsstein überstand jeden Kirchenneubau.

### Kirche von 1688
Erst 1688 wurde mit dem Kirchenneubau begonnen. Diese Kirche war aber auch nicht von Dauer, so dass weniger als 150 Jahre später ein Neubau nötig wurde. Von dieser Kirche blieben dabei nur die beiden Bronzeglocken übrig.

### Kirche von 1824
1824 wurde die nunmehr dritte, nur etwa 100 Quadratmeter große, Kirche in Fachwerkausführung gebaut. Erstmals waren nun Schule und Kirche unter einem Dach vereint. Dies war nicht nur räumlich der Fall. Der Küster war zugleich der Lehrer, der deshalb auch die Kirche bewohnte. Diese Kirche blieb nur 58 Jahre bestehen und wurde dann durch einen Neubau ersetzt. Die aus der zweiten Kirche stammenden Glocken blieben dabei erhalten.

### Kirche von 1882
Der Neubau aus rotem Backstein entstand 1882. Auch bei der vierten Kirche behielt man die Verbindung von Schule und Kirche aufrecht. Von den zwei Glocken der Vorgängerkirche konnte nur eine erhalten werden, da die andere im Ersten Weltkrieg eingeschmolzen wurde. Die eingeschmolzene Glocke konnte 1927 durch eine neue ersetzt werden.
1932 war die Kirche erneut baufällig. Diesmal wurde auf den Neubau verzichtet und die bestehende Kirche saniert. Dabei wurde der erhalten gebliebene Gründungsstein der allerersten Fahlhorster Kirche in die Wand des Kirchenraumes eingelassen. Im Zweiten Weltkrieg waren erneut beide Glocken gefährdet, dem Pfarrer gelang es jedoch, dass nur eine Glocke eingeschmolzen wurde – die von 1927, wodurch die erhaltene Glocke aus der zweiten Kirche gerettet werden konnte.
1953 wurde damit begonnen, die Heimatschulen in den Nachbardörfern aufzulösen und die Schüler eine neue Schule in Saarmund besuchen zu lassen. In Fahlhorst wurde dabei noch bis in die 1960er Jahre die Kirche als Schule mitbenutzt, bis auch hier der Schulbetrieb endete und nach Saarmund verlegt wurde. Die fehlende zweite Glocke konnte am 1. November 1958 geweiht werden. Anders als die meisten Kirchengebäude gehört die Fahlhorster Kirche, bedingt durch die schulische Nutzung, nicht der Amtskirche. Ein Teil der Kirche gehört Privateigentümern, ist zum Wohnhaus ausgebaut und bewohnt. Der Rest gehört der kommunalen Gemeinde, wird aber von der Evangelischen Kirchengemeinde Saarmund regelmäßig für Gottesdienste genutzt. Der hintere Teil der Kirche (die ehemalige Küsterwohnung) ist verkauft, während sich im vorderen Teil der Gebetsraum und ein Gemeindebüro befinden. Der Ort möchte schon längere Zeit in der der Gemeinde gehörenden Hälfte ein zentrales Gemeindezentrum für Gottesdienste, Versammlungen, Sitzungen des Ortsbeirates und Feiern anlegen. So wurde mit der Rettung der baufälligen Kirche begonnen, indem zunächst die Sanierung des Kirchendachs erfolgte. Als Nächstes soll der Turm in Angriff genommen werden, der dringend Baumaßnahmen benötigt. Aber auch die Wände des Gebäudes sind feucht und durch die ausgefallene Heizung konnte Frost eindringen. Aufgrund des umfangreichen Aufwandes ist mittlerweile eine Architektin eingeschaltet.

## Baubeschreibung

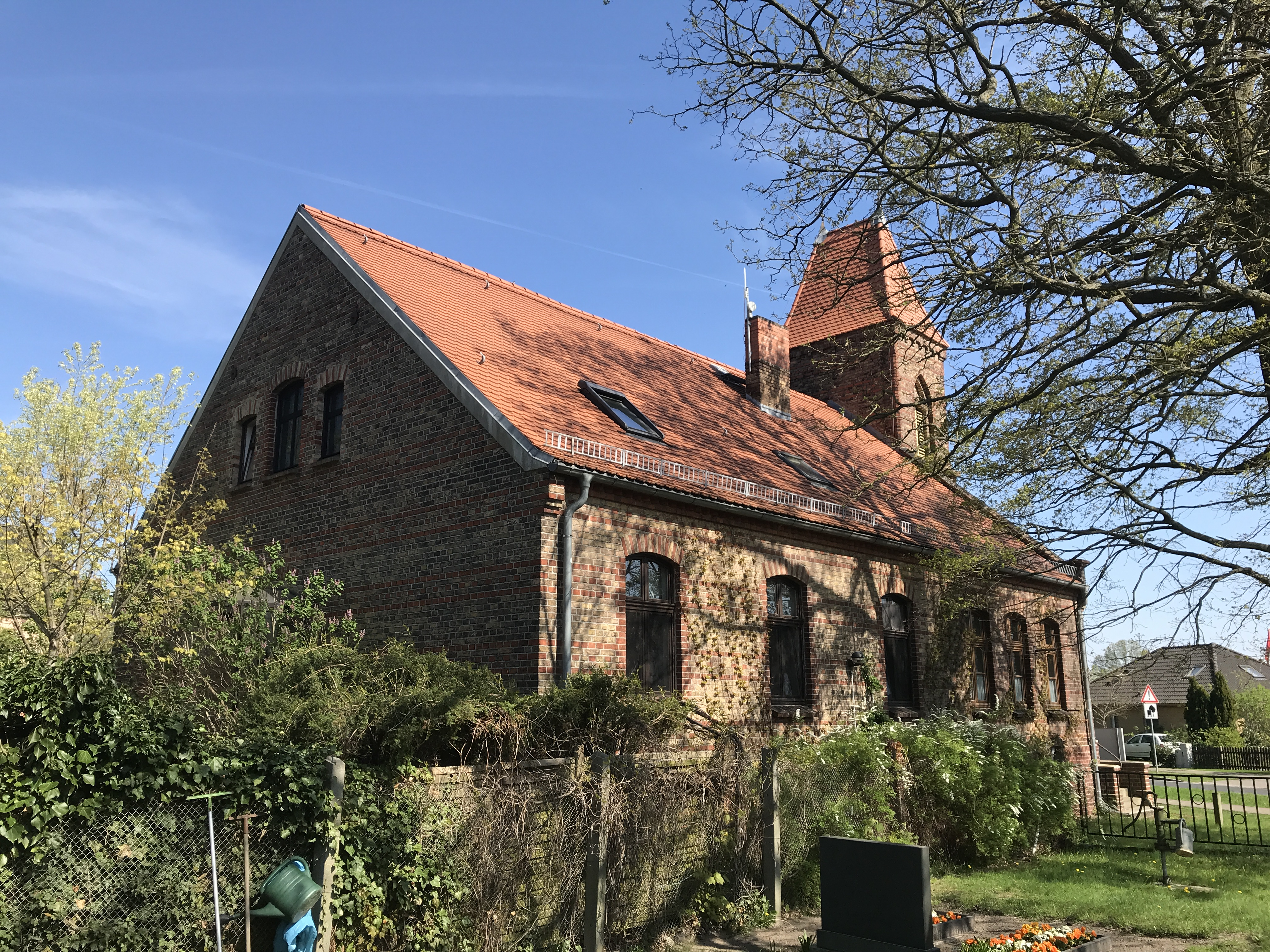
Ansicht von Südosten

Das Bauwerk wurde im Wesentlichen aus dunkelroten Mauersteinen auf einem Sockel aus rötlichem Mauerstein errichtet. Der Chor ist gerade und nicht eingezogen. Im Giebel sind drei gedrückt-segmentbogenförmige Fenster, von denen das mittlere überhöht ist.
Das Kirchenschiff hat einen rechteckigen Grundriss. An der Südseite sind im östlichen Bereich drei gedrückt-segmentbogenförmige Fenster, nach Westen hin drei weitere, eng gesetztere Fenster. Das Schiff trägt ein schlichtes Satteldach, das mit Biberschwanz gedeckt ist. Auf Grund der teilweise privaten Nutzung sind dort einige Dachflächenfenster.
Der Westturm ist querrechteckig und stark eingezogen. Seitlich sind zwei Anbauten mit je zwei spitzbogenförmigen Fenstern zur Westseite. Das Gebäude kann durch ein großes, ebenfalls spitzbogenförmiges Portal von Westen her betreten werden. Darüber ist ein mittig angebrachtes Ochsenauge. Das Glockengeschoss wird durch ein umlaufendes Gesims vom Baukörper optisch getrennt. Dort sind an der Westseite zwei, an der Nord- und Südseite je eine ebenfalls spitzbogenförmige Blende, in die je eine Klangarkade eingelassen ist. Oberhalb eines Frieses ist ein geschwungenes, quersitzendes Walmdach; darauf seitlich je eine Wetterfahne.